# Notação de máquina abstrata
Notação de máquina abstrata (NMA) é uma especificação de linguagem e linguagem de programação (abstrata) para especificar máquina abstratas no Método-B, baseada na teoria matemática das Substituições generalizadas.